# Carolus Scribani

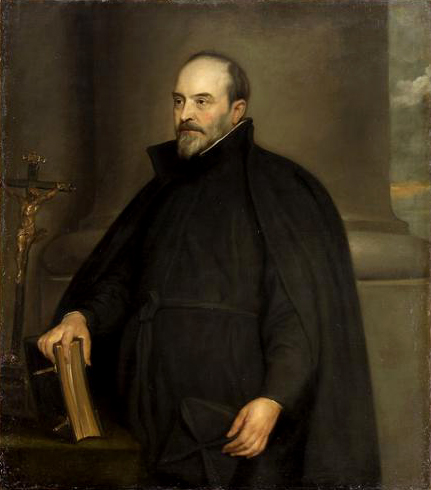
Anton van Dyck, Retrato de Carolus Scribani, Viena, Kunsthistorisches Museum.

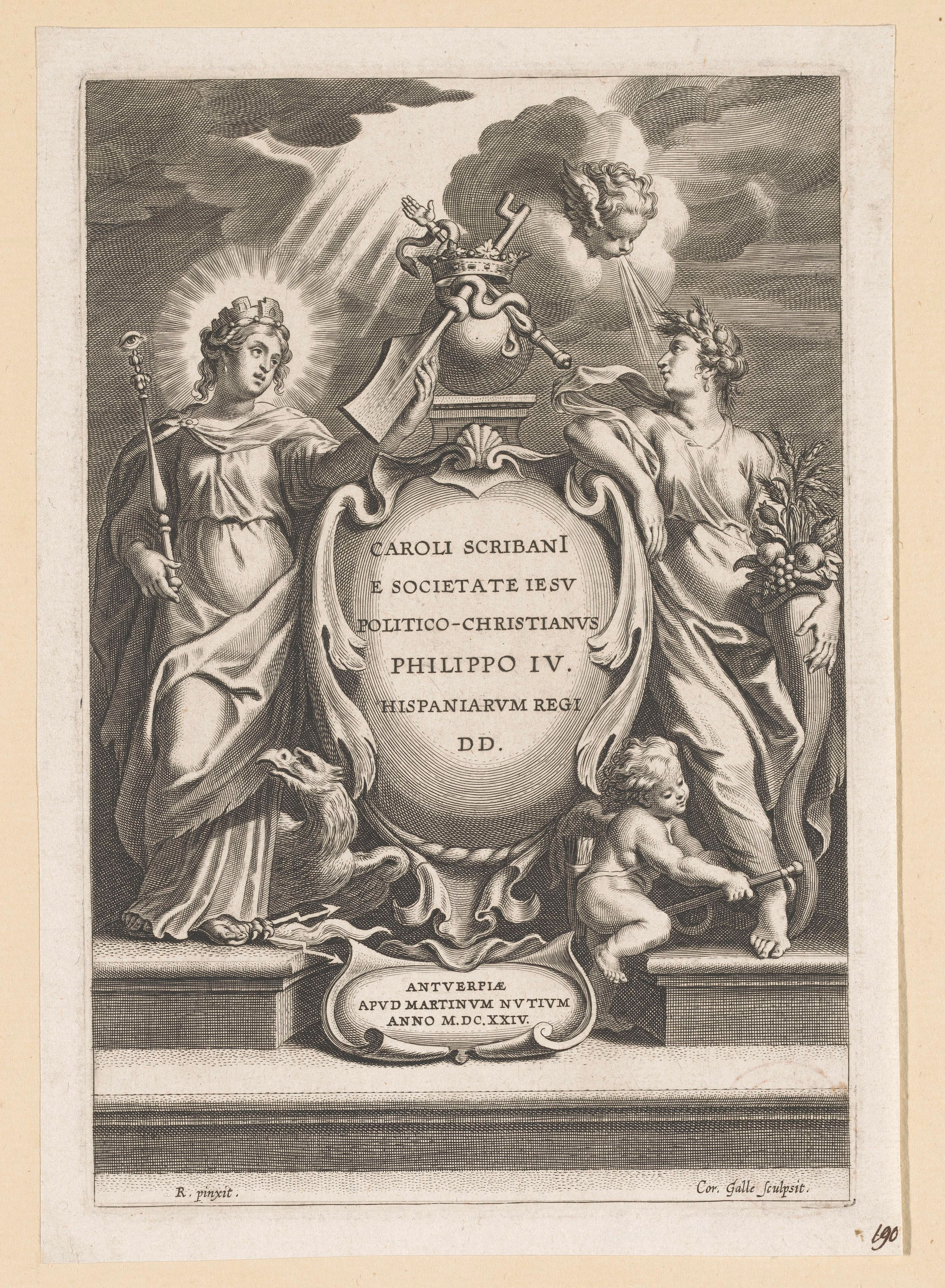
Cornelis Galle I según Peter Paul Rubens, frontispicio de Caroli Scribani, Politico-Christianus, con dedicatoria a Felipe IV, Amberes, 1624.

Carolus Scribani o Scribanius (Bruselas, 1561-Amberes, 1629) fue un sacerdote jesuita belga. Profesor de filosofía y escritor de historia, política y religión, rector de los colegios jesuitas de Amberes y Bruselas.

## Biografía
De origen italiano por su padre y belga por su madre, hermana del obispo de Amberes Laevinus Torrentius, cursó los estudios de humanidades en Colonia y en 1582 ingresó en la Compañía de Jesús, en la que profesó el 10 de agosto de 1599. Rector del colegio de Amberes, el 23 de diciembre de 1613 pasó a dirigir la provincia Flandro-Belgica de su orden, una de las dos provincias en las que se había dividido la provincia belga un año antes. En 1615 marchó a Roma para participar en la séptima congregación general de la orden y a su vuelta impulsó la creación de colegios jesuitas en Malinas, Cassel y Dunquerque. En septiembre de 1619 fue sustituido en el cargo de provincial por el padre Sucquet y él pasó a ocupar el puesto de rector en Bruselas hasta 1625, año de su regreso a Amberes. A sus funciones de gobierno en la orden, impartición de clases y dirección espiritual, con las que se ganó además la confianza de los gobernadores de los Países Bajos, ha de añadirse una abundante y variada producción escrita en elegante latín.
Algunas de esas obras tenían carácter apologético, entrando en polémica con protestantes y rebeldes. Frente a las acusaciones de los calvinistas contra su orden publicó en 1605 con el seudónimo o acrónimo Clarius Bonarscius Amphitheatrum honoris in quo Calvinistarum in Societatem Jesu criminationes jugulata, obra denunciada ante Enrique IV de Francia por su defensa de la potestad papal para excomulgar incluso a los príncipes. Cercano a los hombres de letras y a los artistas (tanto Rubens como Anton van Dyck lo retrataron), dedicó a Justo Lipsio una obra en forma de diálogo imaginario, Defensio postuma, en la que daba a Lipsio la palabra en defensa de los trabajos del filólogo frente a sus detractores.
En el Politico-Christianus publicado en Amberes en 1624, un manual del buen gobierno cargado de ejemplos de la antigüedad, en el que exponía las obligaciones de los gobernantes tomando como modelo al archiduque Alberto y dedicado a un Felipe IV recién ascendido al trono, del que envió ejemplares tanto al rey como al conde-duque de Olivares acompañados de cartas dedicatorias, replanteaba y hacía suyo un proyecto que decía habérsele ocurrido a un «gran hombre» en 1615, probablemente Ambrosio de Spínola, preocupado por la debilidad de los «estados dispersos». Su propuesta, que pudiera haber servido de fuente de inspiración a la proyectada Unión de Armas de Olivares, consistía en repartir las cargas de la guerra en los Países Bajos mediante un sistema de cuotas proporcional entre los reinos de la monarquía, las órdenes militares y la nobleza, asignando a cada parte un número de tropas de reserva de infantería y caballería de las que habrían de responder hasta alcanzar los 310 000 soldados que estimaba necesarios, un número muy superior al calculado por Olivares, que no pasaba en su proyecto de los 140 000. Consciente de que algunos reinos, como Cataluña o Portugal, podían poner objeciones, sugería que el rey los visitase, lo que allanaría en su opinión todas las dificultades.